# Agrypina (święta)
Agrypina,  Agrypina z Mineo (żyła w II wieku) – prawdopodobnie w okresie panowania cesarza Waleriana zginęła śmiercią męczeńską gdyż nie chciała wyrzec się Chrystusa.
W ikonografii przedstawiana w tunice i chuście. Jej atrybutami są krzyż, korona (wieniec męczeństwa.